# أندرو هارود ميلس
أندرو هارود ميلس (بالإنجليزية: Andrew Harwood Mills)‏ هو موسيقي وكاتب وممثل بريطاني، ولد في 5 يناير 1980 في هاليفاكس في المملكة المتحدة.

## وصلات خارجية
- أندرو هارود ميلس على موقع IMDb (الإنجليزية)
- أندرو هارود ميلس على موقع قاعدة بيانات الفيلم (الإنجليزية)